# 泰勒維爾 (阿拉巴馬州)
泰勒敦（英語：Taylorville）是位於美國阿拉巴馬州塔斯卡盧薩縣的一個非建制地區。該地的面積和人口皆未知。

## 地理
泰勒敦的座標為33°08′36″N 87°32′50″W / 33.14333°N 87.54722°W，而該地的平均海拔高度為83米（即272英尺）。